# Kettenindex
Ein Kettenindex beziehungsweise Ketten-Index ist ein bestimmter Indextyp, der aus der temporären Verknüpfung (Multiplikation) der Teilindizes (Wachstumsfaktoren) resultiert.
Diese Ketten-Indizes beziehen sich jeweils auf das vorherige Jahr und somit weisen sie ein jährlich wechselndes Wägungsschema auf. Charakteristisch für Kettenindizes ist, dass ein beliebiger 2-Perioden-Vergleich (zwischen {\displaystyle 0} und {\displaystyle t}) indirekt generiert wird, also als Produkt der Teilindizes für jedes Jahr, und nicht direkt, das heißt lediglich unter der Beteiligung von Daten der Perioden {\displaystyle 0} und {\displaystyle t} (beispielsweise wie bei einem direkten Volumen- oder Preisindex). Zur Illustration wird dieser Index auf ein gewisses Referenzjahr bezogen (zum Beispiel: {\displaystyle {\text{Jahr }}2000\,{\widehat {=}}\,100}). Dies ist jedoch nicht mit dem bisherigen Preisbasisjahr (bei der Festpreisrechnung) zu verwechseln.